# Путешествие Кино
«Путешествие Ки́но» (яп. キノの旅 Кино но таби) — медиафраншиза, открытая серией ранобэ Кэйити Сигусавы; издаётся с марта 2000 года журналом Dengeki hp. Серия лицензирована и выпущена на китайском и корейском языках. По мотивам рассказов в 2003 году студией GENCO был выпущен аниме-сериал (режиссёр Рютаро Накамура). Экранизация состоит из 13 эпизодов, 1 дополнительного эпизода и 2 короткометражных фильмов: «Путешествие Кино — Жизнь продолжается» и «Страна болезни» (альтернативное название — «Для тебя») (Shaft). В 2017 году вышел новый аниме-сериал режиссёра Томохисы Тагути, снятый студией Lerche.

## Сюжет
Действие рассказов и аниме происходит в вымышленном мире, отдалённо напоминающем Европу начала XX века. Континент разделён между множеством небольших государств, практически не контактирующих друг с другом и имеющих разный уровень развития науки и техники: примитивные фонографы и печатающие машинки соседствуют с гравитолётами и роботами. Юная путешественница по имени Кино ездит по этим странам на говорящем мотоцикле Гермесе, узнавая историю и традиции каждого города, нигде не останавливаясь более чем на трое суток.
Помимо типично сказочных элементов (говорящие собаки и мотоциклы) в «Путешествии Кино» с критической точки зрения описаны многие аспекты политического и экономического устройства современной Японии и других стран.

## Персонажи
Кино (яп. キノ) — главная героиня рассказов и аниме. Вынужденная бежать из родного города в день, когда ей исполнилось 12 лет, она попадает к Учительнице, которая обучает её обращаться с оружием и выживать в окружающем мире, где путешествия всегда сопряжены с риском для жизни. Кино умеет метко стрелять из пистолетов и всегда поступает с рассудительностью, достойной взрослого человека. Путешествуя по разным странам, она принципиально не останавливается нигде больше чем на трое суток и старается занять позицию безучастного наблюдателя.
Сэйю: Ай Маэда (2003), Аои Юки (2017)
Гермес (яп. Hermes) — спутник Кино: говорящий мотоцикл Brough Superior, чаще именуемый моторрадом. В греческой мифологии Гермес — бог-покровитель путешественников. Судя по тому, что никто не реагирует на чудесную природу Гермеса, говорящие мотоциклы не являются чем-то необычным в этом мире. Кино не оставляет Гермеса на улице, напротив, поднимает его в номера гостиниц и осматривает вместе с ним экспозиции музеев. Гермес иногда жалуется на жестокое обращение и заводит с Кино беседы на философские темы. В одной из серий раскрывается его предыстория — мотоцикл ожил в ту минуту, когда был убит его создатель, при этом их личности и голоса не похожи, так что имело место не переселение души, а некое иное метафизическое явление.
Сэйю: Рюдзи Айгасэ (2003), Сома Сайто (2017)
Учительница (яп. 師匠 сисё:) (настоящее имя неизвестно) — немолодая женщина, профессиональная убийца. Учительница спасает жизнь Кино в самом начале её путешествия и обучает обращению с оружием, готовя себе преемника. Однако Кино решает стать путешественницей. В некоторых вариантах перевода именуется «Мастер».
Сэйю: Дзюнко Мидори (2003) Линн (2017)
Все остальные персонажи являются эпизодическими и появляются для раскрытия какой-либо идеи, метафоры или образа.

## Серии
| 1                                                                                    | Страна, где люди понимают боль «хито-но итами-га вакару куни» (人の痛みが分かる国)        | 8 апреля 2003 года   |
| Кино и Гермес попадают в безлюдный город. Куда делись его обитатели?                 |                                                                                           |                      |
| 2                                                                                    | Рассказ о каннибалах «хито-о кутта ханаси» (人を食った話)                                 | 15 апреля 2003 года  |
| Кино помогает трём торговцам спастись от голодной смерти. Всё благополучно. Или нет? |                                                                                           |                      |
| 3                                                                                    | Страна пророчеств «ёгэн-но куни» (予言の国)                                               | 22 апреля 2003 года  |
| 4                                                                                    | Страна взрослых «отона-но куни» (大人の国)                                                | 6 мая 2003 года      |
| 5                                                                                    | Три встречи вдоль железной дороги «рэ:ру-но уэ-но саннин-но отоко» (レールの上の３人の男) | 13 мая 2003 года     |
| 6                                                                                    | Колизей, часть 1 «коросиаму (дзэмпэн)» (コロシアム（前編）)                               | 20 мая 2003 года     |
| 7                                                                                    | Колизей, часть 2 «коросиаму (ко:хэн)» (コロシアム（後編）)                                | 27 мая 2003 года     |
| 8                                                                                    | Страна волшебников «махо:цукай-но куни» (魔法使いの国)                                    | 3 июня 2003 года     |
| 9                                                                                    | Страна книг «хон-но куни» (本の国)                                                        | 10 июня 2003 года    |
| 10                                                                                   | Рассказ о механических куклах «кикай нингё:-но ханаси» (機械人形の話)                     | 17 июня 2003 года    |
| 11                                                                                   | Путешествия девчонки «канодзё-но таби» (彼女の旅)                                         | 24 июня 2003 года    |
| 12                                                                                   | Мирная страна «хэйва-на куни» (平和な国)                                                  | 1 июля 2003 года     |
| 13                                                                                   | Страна доброты «ясасий-но куни» (優しいの国)                                              | 8 июля 2003 года     |
| OVA                                                                                  | Страна башни «то:-но куни» (塔の国)                                                       | 19 октября 2005 года |

## Критика
«АнимеГид» в качестве эпиграфа приводит слова из романа Роберта Пирсига «Дзен и искусство ухода за мотоциклом»: 

Тем не менее книгу никоим образом не следует включать в гигантский корпус фактической информации, касающейся практики ортодоксального дзэн-буддизма. Что же до мотоциклов, тут всё тоже не слишком документально.
 Зрителям, смотревшим большое количество аниме, известна стандартная схема построения сериалов. В первых эпизодах показано введение в сюжет, в середине раскрываются характеры персонажей, а также даются намёки создателей, в нескольких завершающих сериях события через кульминацию подводят к эффективной концовке. К «Путешествиям Кино» понятие стандартности неприменимо. Фабула простая, но необходимо сразу оговориться: Гермес — не средство передвижения, а один из трёх главных персонажей, помимо самой путешественницы. Третий герой многолик и разнообразен, и разобраться в его характере непросто. Это становится целью Кино и Гермеса, а инструментом познания и достижения — их путешествие. «Прекрасный мир» — подзаголовок сериала, где зрителям отводится роль делать выводы. «Путешествия Кино» — роуд-муви, путевые зарисовки. Как и главная героиня, зрители видят все места, куда приводит её путь. Правило странствия — неизвестно, что ждёт впереди, но это обязательно выяснится. «Новая грань этого странного мира, так напоминающего лоскутное одеяло, части которого грубо приметаны друг к другу суровыми нитками дорог. Мира блеклого, пропыленного, старой семейной фотографии», которая при внимательном рассмотрении обладает значительной художественной ценностью. Мира, «который может служить иллюстрацией к статье „эклектика“ в толковом словаре»; уникального и неповторимого в каждом проявлении. 
Страны и города напоминают ранние рассказы Брэдбери, вымышленные государства, описанные Свифтом, социальные антиутопии Бёрджесса, лиричность и иносказательность Экзюпери. Список можно продолжить самостоятельно. Восприятие данного сериала чрезвычайно субъективно. «Авторы показывают виртуозный карточный фокус, где вместо колоды тасуют осколки зеркал различной степени кривизны», каждое из которых отражает часть повседневной земной жизни. «Прекрасный мир — это калька с реалий современности, искажённая, гротескная, зачастую доведённая до абсурда, но узнаваемая» и поэтому ещё более тревожная. «Путешествия Кино» — «причудливая смесь неторопливого дорожного нарратива и внезапно-жёсткого экшена», с восточной мудростью созерцания и дзэном. Над этим проектом работало множество знаменитых в аниме-индустрии людей. По мнению рецензента, получился «великолепный сериал, пожалуй, самый необычный в 2003 году». Редакция журнала добавила, что «цель — это иллюзия, смысл в самом пути». После 13 серии остаётся «острое ощущение недостатка чего-то светлого в этой жизни». «Клуб Кинопутешествий» Накамуры «заслуживает овации — как целиком, так и в частностях».